# Center for Science in the Public Interest

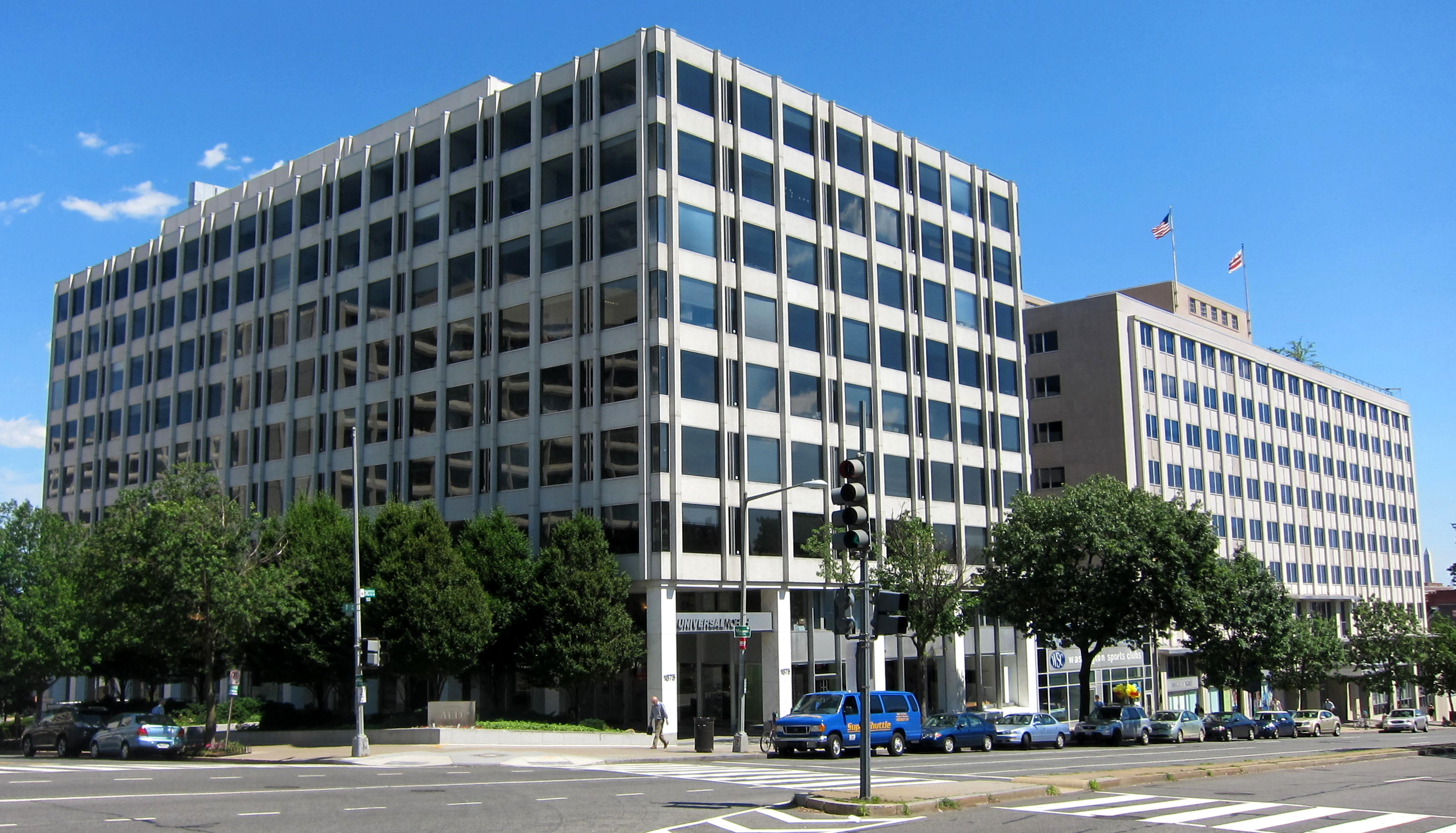
CSPI huvudkonto i Washington, D.C.

Center for Science in the Public Interest (CSPI) är en amerikansk ideell organisation som ägnar sig åt konsumentupplysande journalistik.
CSPI leds av Michael F. Jacobson som grundade organisationen 1971 tillsammans med James Sullivan och Albert Fritsch, två forskare från Ralph Naders Center for the Study of Responsive Law. I början fokuserade CSPI på livsmedel, miljöfrågor och atomenergi, men efter att Fritsch och Sullivan lämnade CSPI 1977 började fokus driva över helt på livsmedel och framför allt livsmedelssäkerhet.
Dess främsta inkomstkälla är ett nyhetsbrev som heter Nutrition Action Health Letter och har en knapp miljon prenumeranter.